# Premio Bram Stoker alla raccolta narrativa
Il premio Bram Stoker alla raccolta narrativa (Bram Stoker Award for Superior Achievement in a Fiction Collection) è un premio letterario assegnato dal 1987 dalla Horror Writers Association (HWA) ad una raccolta narrativa «di qualità superiore» (Superior Achievement in a Fiction Collection e non Best Fiction Collection).

## Albo d'oro
L'anno si riferisce al periodo di pubblicazione preso in considerazione, mentre i premi sono assegnati l'anno successivo.
I vincitori sono indicati in grassetto, a seguire gli altri candidati.

### Anni 1987-1989
- 1987: The Essential Ellison di Harlan Ellison
  - Midnight Pleasures di Robert Bloch
  - Il sesso della morte (Scared Stiff: Tales of Sex and Death) di Ramsey Campbell
  - Why Not You and I? di Karl Edward Wagner
  - All About Strange Monsters of The Recent Past di Howard Waldrop
- 1988: Charles Beaumont: Selected Stories di Charles Beaumont
  - Viaggiatore del tempo (The Toynbee Convector) di Ray Bradbury
  - Blood and Water and Other Tales di Patrick McGrath
  - The Blood Kiss di Dennis Etchison
  - Angry Candy di Harlan Ellison
  - Scare Tactics di John Farris
- 1989: Richard Matheson: Collected Stories di Richard Matheson
  - Blue World di Robert R. McCammon
  - By Bizarre Hands di Joe R. Lansdale
  - Patterns di Pat Cadigan
  - Soft and Others di F. Paul Wilson

### Anni 1990-1999
- 1990: Quattro dopo mezzanotte (Four Past Midnight) di Stephen King
  - Houses Without Doors di Peter Straub
  - Prayers To Broken Stones di Dan Simmons
  - The Brains of Rats di Michael Blumlein
- 1991: Prayers to Broken Stones di Dan Simmons
  - Incubi & Risvegli (Waking Nightmares) di Ramsey Campbell
  - Sex Punks & Savage Sagas di Richard Stuphin
  - Naken Flesh of Feeling di J.N. Williamson
- 1992: Mr. Fox and Other Feral Tales di Norman Partridge
  - Nightmare Flower di Elizabeth Engstrom
  - Fantastic Tales di I.U. Tarchetti
- 1993: Alone with the Horrors di Ramsey Campbell
  - Close to the Bone di Lucy Taylor
  - A Good and Secret Place di Richard Laymon
  - Il grande amante (Lovedeath) di Dan Simmons
  - Incubi & deliri (Nightmares & Dreamscapes) di Stephen King
- 1994: The Early Fears di Robert Bloch
  - Writer of the Purple Rage di Joe R. Lansdale
  - The Flesh Artist di Lucy Taylor
  - Nato sotto una cattiva stella (Born Bad) di Andrew Vachss
- 1995: Tu e un quarto (The Panic Hand) di Jonathan Carroll
  - Cages di Edward Gorman
  - The Black Carousel di Charles L. Grant
  - Strange Highways di Dean Koontz
- 1996: The Nightmare Factory di Thomas Ligotti
  - The Convulsion Factory di Brian Hodge
  - Shadow Dreams di Elizabeth Massie
  - With Wounds Still Wet di Wayne Allen Sallee
  - The Pavilion of Frozen Women di S.P. Somtow
- 1997: Exorcisms and Ecstasies di Karl Edward Wagner e Stephen Jones
  - Things Left Behind di Gary A. Braunbeck
  - The Throne of Bones di Brian McNaughton
  - Painted in Blood di Lucy Taylor
- 1998: Black Butterflies di John Shirley
  - Leavings di P.D. Cacek
  - Smoke and Mirrors di Neil Gaiman
  - The Cleft and Other Odd Tales di Gahan Wilson
- 1999: The Nightmare Chronicles di Douglas Clegg
  - Death Drives a Semi di Edo van Belkom
  - Cuori in Atlantide (Hearts in Atlantis) di Stephen King
  - Deep into that Darkness Peering di Tom Piccirilli

### Anni 2000-2009
- 2000: Magic Terror di Peter Straub
  - Up, Out of Cities That Blow Hot and Cold di Charlee Jacob
  - Wind Over Heaven and Other Dark Tales di Bruce Holland Rogers
  - City Fishing di Steve Rasnic Tem
- 2001: The Man with the Barbed-Wire Fists di Norman Partridge
  - The Dark Fantastic di Edward Gorman
  - As the Sun Goes Down di Tim Lebbon
  - The Whisperer and Other Voices di Brian Lumley
- 2002: Tangerine (One More for the Road) di  Ray Bradbury
  - Nations of the Living, Nations of the Dead di Mort Castle
  - Knucles and Tales di Nancy A. Collins
  - Tutto è fatidico (Everything's Eventual) di Stephen King
  - The Collection di Bentley Little
- 2003: Peaceable Kingdom di Jack Ketchum
  - Graveyard People: The Collected Cedar Hill Stories Vol 1 di Gary A. Braunbeck
  - Told by the Dead di Ramsey Campbell
  - Bibliomancy di Elizabeth Hand
  - Fangs and Angel Wings di Karen E. Taylor
- 2004: Fearful Symmetries di Thomas F. Monteleone
  - 100 Jolts: Shockingly Short Stories di Michael Arnzen
  - The Machinery of Night di Douglas Clegg
  - Demonized di Christopher Fowler
  - Fears Unnamed di Tim Lebbon
- 2005: Ghosts (20th Century Ghosts) di Joe Hill
  - Magic for Beginners di Kelly Link
  - Looking for Jake di China Miéville
  - Cavie (Haunted) di Chuck Palahniuk
- 2006: Destinations Unknown di Gary A. Braunbeck
  - American Morons di Glen Hirshberg
  - The Commandments di Angeline Hawkes
  - The Empire of Ice Cream di Jeffrey Ford
  - Basic Black: Tales of Appropriate Fear di Terry Dowling
- 2007: Proverbs for Monsters di Michael A. Arnzen e 5 Stories di Peter Straub (ex aequo)
  - Up, Out of Cities That Blow Hot and Cold di Charlee Jacob
  - Wind Over Heaven and Other Dark Tales di Bruce Holland Rogers
  - City Fishing di Steve Rasnic Tem
- 2008: Al crepuscolo (Just After Sunset) di Stephen King
  - The Number 121 to Pennsylvania di Kealan Patrick Burke
  - Mama's Boy and Other Dark Tales di Fran Friel
  - Mr. Gaunt and Other Uneasy Encounters di John Langan
  - Gleefully Macabre Tales di Jeff Strand
- 2009: A Taste of Tenderloin di Gene O'Neill
  - Martyrs and Monsters di Robert Dunbar
  - Got to Kill Them All and Other Stories di Dennis Etchison
  - In the Closet, Under the Bed di Lee Thomas

### Anni 2010-2019
- 2010: Notte buia, niente stelle (Full Dark, No Stars) di Stephen King
  - Occultation di Laird Barron
  - Blood and Gristle di Michael Louis Calvillo
  - The Ones That Got Away di Stephen Graham Jones
  - A Host of Shadows di Harry Shannon
- 2011: The Corn Maiden and Other Nightmares di Joyce Carol Oates
  - Voices: Tales of Horror di Lawrence C. Connolly
  - Red Gloves di Christopher Fowler
  - Two Worlds and In Between: The Best of Caitlin R. Kiernan (Volume One) di Caitlin R. Kiernan
  - Monsters of L.A. di Lisa Morton
  - Multiplex Fandango di Weston Ochse
- 2012: New Moon on the Water di by Mort Castle (ex aequo) Black Dahlia and White Rose: Stories di Joyce Carol Oates (tie)
  - Woman Who Married a Cloud: Collected Stories di Jonathan Carroll
  - Errantry: Strange Stories di Elizabeth Hand
  - The Janus Tree diGlen Hirshberg
- 2013: The Beautiful Thing That Awaits Us All and Other Stories di Laird Barron[1]
  - North American Lake Monsters: Stories di Nathan Ballingrud
  - The Tears of Isis di James Dorr
  - The Ape’s Wife and Other Stories di Caitlin R. Kiernan
  - Dance of the Blue Lady di Gene O’Neill
  - Bible Stories for Secular Humanists di S. P. Somtow
- 2014: Soft Apocalypses di Lucy A. Snyder
  - After the People Lights Have Gone Off di Stephen Graham Jones
  - The End in All Beginnings di John F. D. Taff
  - Gifts for the One Who Comes After di Helen Marshall
  - Little by Little di John R. Little
- 2015: While the Black Stars di Lucy A. Snyder
  - Halfway Down the Stairs di Gary A. Braunbeck
  - The Mirrors di Nicole Cushing
  - The Dark at the End of the Tunnel di Taylor Grant
  - The Hitchhiking Effect di Gene O'Neill